# Bertha Neumann
Bertha Neumann geb. Kunreuther  (geboren am 22. Februar 1893 in Frankfurt am Main; gestorben am 28. Oktober 1944 im Konzentrationslager Auschwitz) war eine deutsche Staatswissenschaftlerin. Sie wurde im Zuge des Holocaust gemeinsam mit ihrem Ehemann Karl Neumann und ihrem jüngsten Sohn Klaus im KZ Auschwitz ermordet.

## Leben
Bertha Kunreuther wurde als Tochter von Samuel Kunreuther (1856–1917) und von Haetchen Kunreuther, geb. Lehmann (1860–1935). Sie hatte sieben oder acht Geschwister, von denen sechs namentlich bekannt sind: Johanna (1885–?), die Adolf Gerson heiratete und mit ihm einen Sohn hatte, Rosa (1887–1963), die Albert Einstein (1880–1962) heiratete und mit ihm einen Sohn hatte, Karl (1888–1915), der mit seiner Frau Gertrud (1890–?) drei Kinder hatte, Hugo (1891–1961), der mit seiner Frau Susei Kahn (1892–1989) zwei Söhne hatte, sowie die früh verstorbenen Geschwister Max (1890–1892) und Hedwig (1897–1900). Bertha Kunreuther war eine der ersten Frauen Deutschlands, die einen akademischen Abschluss in Staatswissenschaften erreichen konnte. Sie übersiedelte nach Österreich und heiratete den angesehenen Liesinger Arzt Karl Neumann, mit dem sie drei Kinder hatte: Anna Rosa (auch Annerose, geboren 1924), Peter Franz (geboren 1927) und Klaus Neumann (geboren am 26. Jänner 1932). Es gelang dem Ehepaar in den Jahren 1938 und 1939, die beiden älteren Kinder mit Kindertransporten nach England in Sicherheit zu bringen. Der Ehemann musste auf Grund des Rassenwahns des NS-Regimes seine Praxis schließen und die Familie ihren Heimatort verlassen. Als letzter Wohnort in Wien ist das Haus Grosse Stadtgutgasse 24/10 in der Wiener Leopoldstadt bekannt. Bertha und Karl Neumann sowie der jüngste Sohn Klaus wurden am 24. Juni 1943 nach Theresienstadt deportiert.
Am 28. Oktober 1944 wurde das Ehepaar und deren 12-jähriger Sohn Klaus im KZ Auschwitz in der Gaskammer ermordet.

## Gedenken

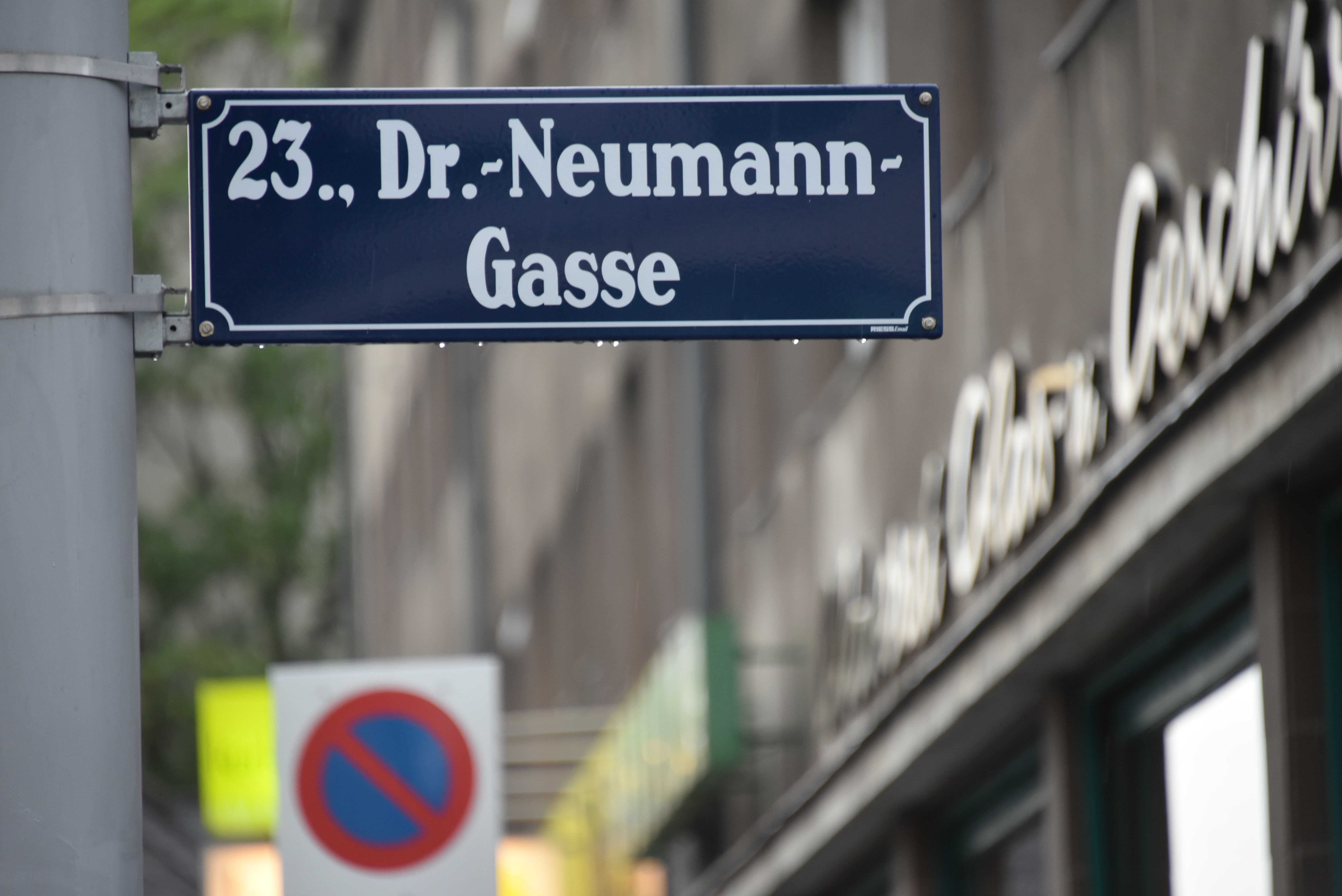

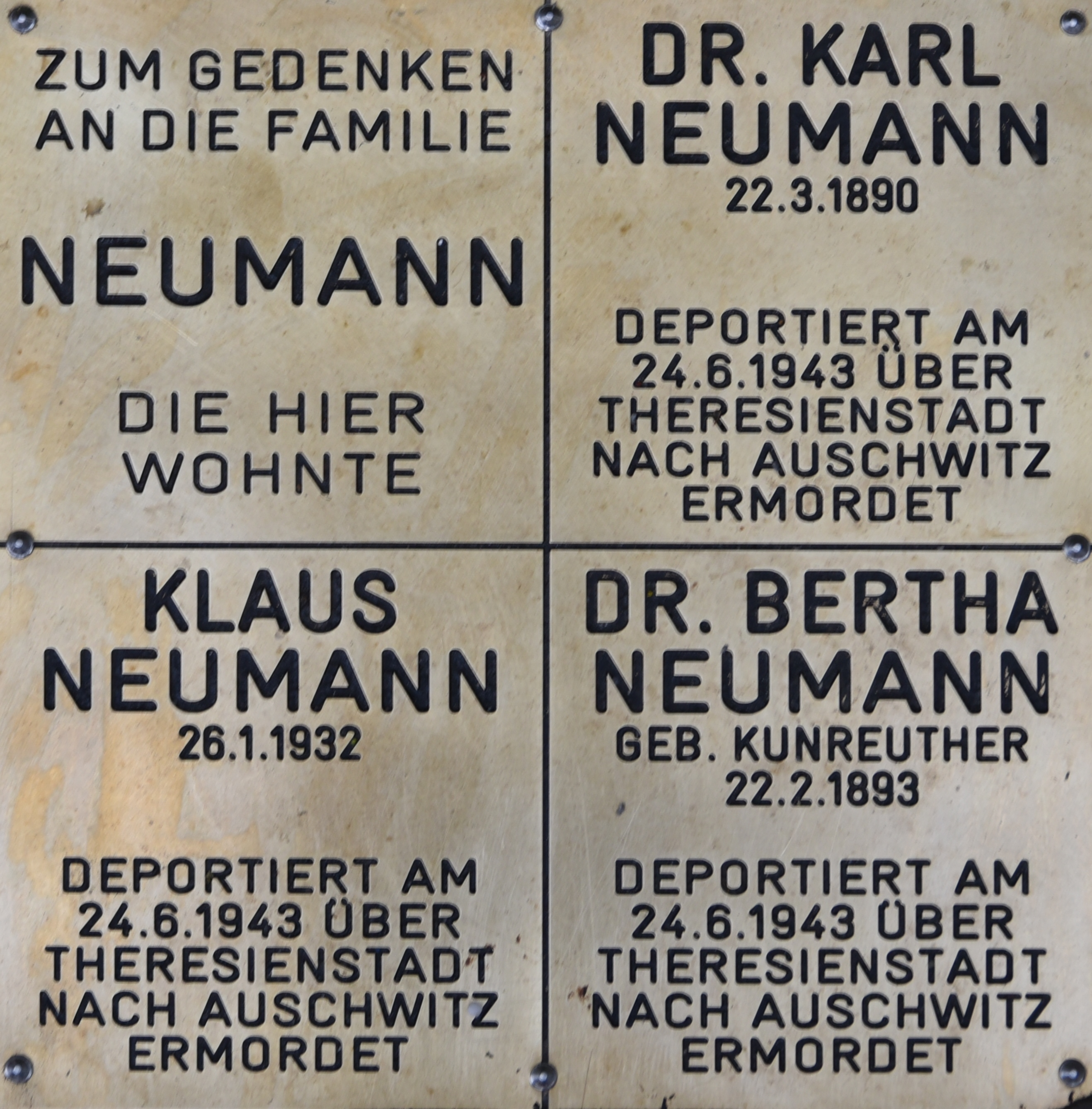

Eine Gasse, ein Erinnerungsstein und ein Park in Wien-Liesing tragen den Namen Neumann:
- Am 15. Februar 1949 wurde die frühere Badhausgasse durch Beschluss des Gemeinderatsausschusses für Kultur in Dr. Neumann-Gasse umbenannt.[2]
- Vor dem letzten Wohnsitz der Familie Neumann in der Dirmhirngasse 25 in Wien-Liesing wurde am 13. Juni 2013 von der Initiative Steine der Erinnerung in Liesing ein Erinnerungsstein verlegt, die drei Namen findet sich auch in der Liste Liesinger Opfer des Nationalsozialismus 1938 – 1945.[3]
- Am 29. Juni 2017 wurde, in der Liesinger Bezirksvertretung, beschlossen, eine Grünfläche in der Rudolf-Waisenhorn-Gasse Höhe Rechte Wasserzeile in "Bertha-Neumann-Park" zu benennen.[4][5][6]

## Namensgleichheit
Es besteht Namensgleichheit mit der Erzählerin Bertha Neumann (1836–1907) und einem weiteren NS-Opfer, Bertha Neumann (1910–1942), ebenfalls im Auschwitz ums Leben gekommen. Weiters verzeichnet die Datenbank des Dokumentationsarchivs des österreichischen Widerstandes in der Rubrik Opfer der Shoa sieben weitere Frauen des Namens Berta Neumann, die allesamt vom NS-Regime von Wien aus deportiert und in Konzentrations- und Vernichtungslagern ermordet wurden.

## Publikation
- Tuberkulosefürsorge und Wohlfahrtspflege : eine statistische Untersuchung, Frankfurt/Main 1919, publiziert in der Schriftenreihe des Frankfurter Wohlfahrtsamtes (4), Frankfurt am Main: Reitz & Köhler 2007[8]